# Cal Menut
Cal Menut és una masia del municipi de Vilopriu (Baix Empordà) inclosa en l'Inventari del Patrimoni Arquitectònic de Catalunya.

## Descripció
Cal menut és una petita masia situada a un extrem del poble de Pins. Té estructura molt senzilla, amb planta irregular i teulada a dues vessants. La façana principal té a l'esquerra una escala qu condueix a l'accés de l'habitatge, situat al primer pis. A la planta baixa hi ha dues grans portes, que són el resultat d'una modificació. Al primer pis hi ha una finestra allindanada. La façana posterior presenta obertures emmarcades en pedra. A la llinda d'una d'elles, situada a la part baixa, h i figura la data del 1776.

## Història
L'interès d'aquest edifici és principalment tipològic, ja que es tracta d'una construcció rural popular, en aquesta masia va viure en el segle XIX"el Menut de Pins", que formava part de la banda del famós lladre" el Rellotger de Creixell" que actuava en la zona. Ambdós personatges, que havien comès gran quantitat de robatoris i assassinats, van ser ajusticiats públicament. Actualment la casa manté la seva funció original de masoveria.